# 葉忠倫
葉忠倫（1979年10月8日—），中華民國政治人物，苗栗縣竹南鎮人。時代力量黨籍。畢業於國立中興大學化工所碩士。葉忠倫從政前專職於新竹科學園區半導體工程師。 2022年代表時代力量投入苗栗縣縣議員第四選舉區，並成功當選。

## 選舉紀錄
| 年度 | 選舉屆數               | 選舉區           | 所屬政黨 | 得票數 | 得票率 | 當選標記 | 備註 |
| ---- | ---------------------- | ---------------- | -------- | ------ | ------ | -------- | ---- |
| 2022 | 第二十屆苗栗縣議員選舉 | 苗栗縣第四選舉區 | 時代力量 | 5,677  | 8.22%  |          |      |

## 早期生活
葉忠倫是在苗栗縣出生長大，化工背景的工程師出身，在科技業工作了15年，育有兩個孩子。加入時代力量，希望運用對家鄉的熱忱和工程師的專業改變苗栗的政治。

## 政治生涯

### 投入議員選舉
2022年3月25日，葉忠倫宣佈代表時代力量參選二十屆第四選區（後龍鎮、造橋鄉、竹南鎮）縣議員的選舉，將接棒時代力量苗栗縣議員宋國鼎支持參選。同年4月7日，葉正式獲時代力量黨中央提名參選。競選期間，葉曾與時代力量其他黨公職關注苗栗選舉文化、COVID-19疫情期間停課問題、永續發展與坤輿案等縣政層級的議題。8月13日，葉忠倫與時代力量苗栗縣長參選人宋國鼎與其餘兩位黨提名縣議員參選人吳翌立和林志豪共同舉辦募款餐會，約400位民眾參與。在苗栗縣議會，與陳光軒、陳品安、曾玟學等保持良好合作。

## 外部連結
- （繁體中文） 葉忠倫 苗栗縣議員的Facebook專頁
- （繁體中文） 時代力量苗栗黨部的Facebook專頁
- （繁體中文） 時代力量的Facebook專頁